# Ceyx melanurus
Il martin pescatore di foresta delle Filippine (Ceyx melanurus Kaup, 1848) è un uccello appartenente alla famiglia Alcedinidae diffuso nelle Filippine, principalmente nelle isole di Luzon, Isole Polillo, Catanduanes, Basilan, Samar, Leyte e Mindanao. 
Il suo habitat naturale sono le foreste tropicali umide di pianura.